# 1958-as női sakkvilágbajnokság
Az 1958-as női sakkvilágbajnoki párosmérkőzést  az 1956-os női sakkvilágbajnokság visszavágójaként rendezték meg. Az 1950-es években a Nemzetközi Sakkszövetség mind a férfi, mind a női sakkvilágbajnokságokon lehetővé tette a címét elvesztett exvilágbajnok számára a visszavágó lehetőségét. A férfi sakkvilágbajnokságok során Mihail Botvinnik e szabály alapján szerezte meg három alkalommal is a világbajnoki címet. A visszavágás lehetőségét az 1960-as évektől megszüntették, így a női sakkvilágbajnokságok esetében az első és egyetlen alkalom az 1958-as volt, amikor visszavágóra került sor.

## A mérkőzés lefolyása
A világbajnoki revánsmérkőzésre 1958. február 4. és március 12. között került sor Moszkvában. A 6. forduló után még a címvédő Olga Rubcova vezetett 4–2 arányban, azonban ezt követően a világbajnokságok történetében páratlan hatos nyerősorozattal Jelizaveta Bikova megfordította a mérkőzés állását, és végül 8,5–5,5 arányban megnyerve a mérkőzést, visszaszerezte a világbajnoki címet.

## A mérkőzés játszmánkénti alakulása
| Versenyzők        | Ország      | 1 | 2 | 3 | 4 | 5 | 6 | 7 | 8 | 9 | 10 | 11 | 12 | 13 | 14 |  | + | − | = | Pont |
| ----------------- | ----------- | - | - | - | - | - | - | - | - | - | -- | -- | -- | -- | -- |  | - | - | - | ---- |
| Olga Rubcova      | Szovjetunió | 1 | 0 | 1 | ½ | 1 | ½ | 0 | 0 | 0 | 0  | 0  | 0  | 1  | ½  |  | 4 | 7 | 3 | 5½   |
| Jelizaveta Bikova | Szovjetunió | 0 | 1 | 0 | ½ | 0 | ½ | 1 | 1 | 1 | 1  | 1  | 1  | 0  | ½  |  | 7 | 4 | 3 | 8½   |

## A párosmérkőzés játszmái
Az 1958-as női sakkvilágbajnokság 14 játszmája